# Konsum

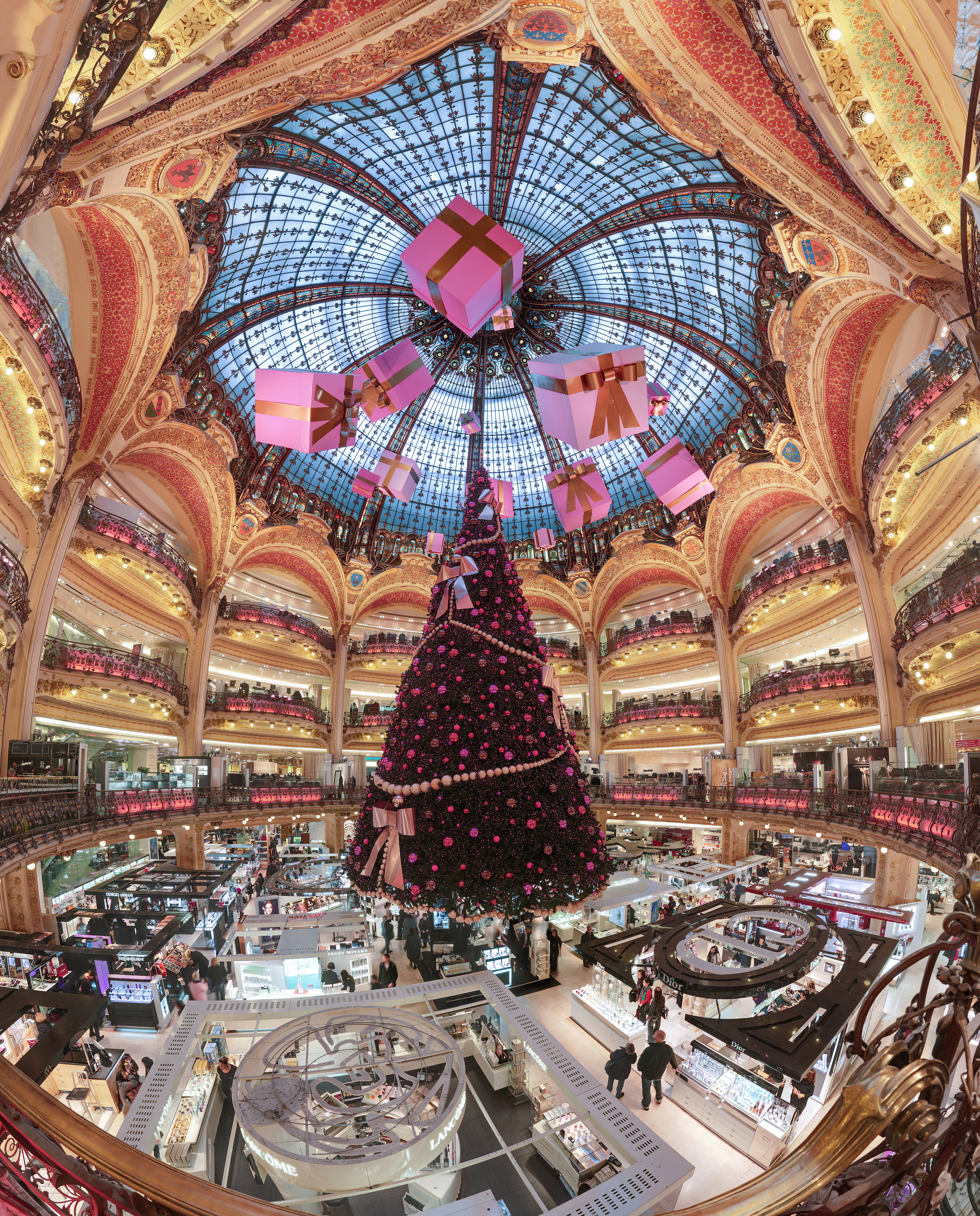
Kaufhäuser wie die Galeries Lafayette in Paris werden umgangssprachlich-ironisch als „Konsumtempel“ bezeichnet.

Unter Konsum (von lateinisch consumere „verbrauchen“) wird allgemein der Verzehr oder Verbrauch von Gütern oder die Inanspruchnahme von Dienstleistungen verstanden.

## Allgemeines
Im volkswirtschaftlichen Sinne steht der Begriff für den Kauf von Gütern des privaten Ge- oder Verbrauchs durch Konsumenten (Privathaushalte). Der volkswirtschaftliche Überbegriff Verbrauch ist davon abzugrenzen, da er, neben dem Verbrauch von Haushalten auch den von Staat und Unternehmen umfasst. Sein Pendant ist Sparen, das vorliegt, wenn nicht konsumiert wird.
Im betriebswirtschaftlichen Sinne ist der Konsum von zentraler Bedeutung für die produkterzeugende Industrie. Der Konsum wird hier auch als Output von Gütern bezeichnet. Der Konsumabsatz wird dabei mit gezielten Maßnahmen (Instrumente der Absatzförderung) gesteigert: Marketing, Werbung, Verkaufsförderung.
Aus sozialwissenschaftlicher Perspektive steht der Begriff darüber hinaus im Kontext des modernen Lebensstiles in industrialisierten und marktwirtschaftlich organisierten Staaten.

## Entwicklung des Konsums
Konsum existiert, seit es die Menschheit gibt, denn Güter wurden schon immer verbraucht. Konsum wurde zudem auch durch Vorschriften geregelt.
In der Ethnologie werden alle sozialen Einheiten einer Gesellschaft, in denen Konsum stattfindet, als Konsumgemeinschaft bezeichnet. Das sind in erster Linie die Haushalte, zudem Clans, Dorfgemeinschaften, Zweckverbünde. Der gemeinsame Konsum, der über den Haushalt hinausgeht, bekräftigt den sozialen Zusammenhalt der Gruppe.

### 15. und 16. Jahrhundert
Eine Konsumgesellschaft (bei welcher der Konsum an sich individualisiert und wichtiger als die soziale Komponente ist) entwickelte sich erstmals im England des 15. Jahrhunderts, als unter anderem die Entstehung neuer Drucktechnologien und des Baumwollhandels den Konsum erheblich anwachsen ließen. Eine Konsumgesellschaft ist dadurch gekennzeichnet, dass die Befriedigung möglichst vieler Bedürfnisse nur durch Konsum gegen entsprechende Bezahlung möglich ist. Konsumenten kaufen nicht nur das, was sie zum Leben benötigen, sondern auch die „schönen“ Dinge des Lebens und Güter, die keinen Nutzen stiften.

### 18. Jahrhundert
Im 18. Jahrhundert kaufte die Bevölkerung das, was sie nicht selbst herstellen konnte, auf Wochen- und Jahrmärkten. Es gab keine festen Preise, es wurde gehandelt. Mit Luxusgütern wie feinen Gewürzen und erlesenen Stoffen pflegte zunächst nur der Adel Prestigekonsum. Im Laufe der Zeit emanzipierte sich das Bürgertum und damit wuchs dessen Kaufkraft. Das menschliche Interesse entwickelte sich vom Bedarf zum Wunsch. Es wurde konsumiert, um etwas darzustellen. In England wuchs im frühen 18. Jahrhundert die Industrie und Arbeitsplätze wurden geschaffen. Aufgrund des damit verbundenen Anstiegs des Einkommens des Bürgertums stieg die Massenverbrauchsgüternachfrage, wie zum Beispiel nach Bier, Tee, Seife und bedruckter Kleidung. Produktkataloge wurden ab 1744 erstmals durch Benjamin Franklins Bücherkatalog mit 600 Angeboten versandt. Kataloge avancierten zum erfolgreichsten Kommunikationsmittel für die Konsumgesellschaft und führten zu einer Steigerung der Konsumbedürfnisse. Bald zogen andere Zeitschriften nach. Neben Großbritannien wurden Frankreich, Deutschland und Holland von dieser Revolution beeinflusst.

### 19. Jahrhundert
Der US-amerikanische Unternehmer Aaron Montgomery Ward (1843–1913) präsentierte den ersten Versandkatalog im Jahre 1872 für sein Versandgeschäft in Chicago. Er bestand aus einem einzigen Blatt mit den Angeboten und den Versandbedingungen. Eine Innovation Mitte des 19. Jahrhunderts war die Litfaßsäule. Sie bot viel Platz für Werbung und war ein wichtiges Mittel zur Absatzförderung. Durch die Entwicklung der Werbung in Zeitungen, Zeitschriften und Schaufenstern wurde der Konsum stetig erhöht. Durch die Industrialisierung in Europa und Nordamerika entstanden komplexe Produktions-, Transport- und Informationsnetzwerke. Ende des 19. Jahrhunderts wurden die ersten Konsumhäuser gebaut, die durch feste Preise gekennzeichnet waren. Durch das erhöhte Angebot wuchsen die Konsumentenwünsche und die Konsumlust.

### 20. und Anfang des 21. Jahrhunderts
Das Wirtschaftswunder und der damit verbundene Massenkonsum begannen mit dem Wiederaufbau Deutschlands nach dem Zweiten Weltkrieg. Aus den oben genannten Luxusgütern wurde Massenware. Auch internationale Güter kamen in den 1950er Jahren auf den Markt und die Globalisierung des Konsums begann. In den 1960er Jahren boomte der Markt für Elektrogeräte, in den 1970er Jahren der Markt für Kunststoffmöbel, kostbare Rohstoffe und Energieträger. In den 1980er Jahren entwickelt sich eine Art Luxussucht. Reichtum und Schönheit erlangten mehr Bedeutung. Das World Wide Web entwickelt eine innovative Dimension des Konsums. Dadurch wurde es möglich, direkt beim Erzeuger in anderen Ländern zu bestellen. Konsum wurde zu einer Freizeitbeschäftigung vieler Menschen. „Der Bundesverband des Deutschen Versandhandels ging davon aus, dass die Verbraucher in Deutschland 2007 16,8 Milliarden Euro für Einkäufe im Internet ausgegeben haben – Tendenz steigend.“
Eine weitere, aktuelle Tendenz ist die Politisierung des Konsums. Dabei
- machen Medien auf die politischen Folgen bestimmten Konsumverhaltens aufmerksam,
- stellen Konsumenten das eigene Konsumverhalten in Frage oder verändert es (z. B. Veganismus),
- versuchen Unternehmen ihre Produkte um eine politische Dimension zu ergänzen und aufzuwerten (Greenwashing-Kampagnen wie das Regenwald-Projekt der Bier-Brauerei Krombacher 2008[8]),
- fordern NGOs zu einem bestimmten Konsum- oder Boykottverhalten auf (wie beim Shell-Boykott, 1995) oder es
- betonen wissenschaftliche Studien die Wirkung des Konsums auf den Klimawandel. Zum Beispiel weist das Worldwatch Institute im Bericht Zur Lage der Welt 2010 (State of the World Report 2010) darauf hin, dass der weltweite Konsum „Klimakiller Nummer Eins“ sei. Wenn alle Erdenbürger beispielsweise wie die US-Amerikaner leben würden, könnte der Planet nur rund 1,4 Milliarden Menschen ernähren.[9]

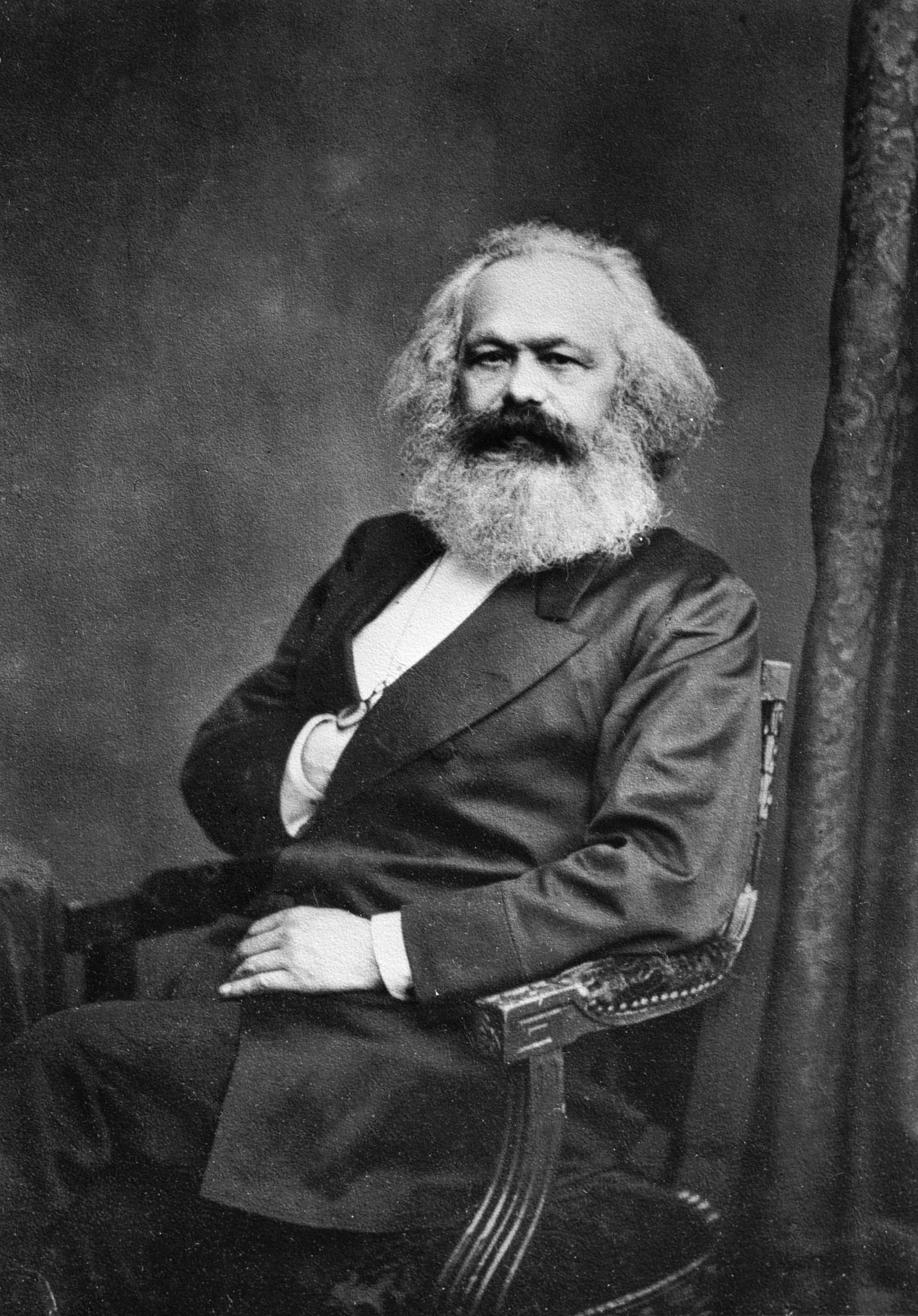
Karl Marx (1818–1883), bedeutender Philosoph und Kapitalismuskritiker, schreibt den produzierten Waren im Kapitalismus einen Fetischcharakter zu.

### Konsumkritik
Gesellschaftliche Kritik am Konsum entstand nicht erst mit den modernen, westlichen Marktwirtschaften im 20. Jahrhundert, bereits im 19. Jahrhundert entwickelte sich die Kapitalismuskritik, in dessen Rahmen auch der Konsum kritisiert wurde. Außerdem begleitet viele Gesellschaften und Kulturen seit Jahrhunderten die Kritik am Konsum – insbesondere in Auseinandersetzung mit religiösen oder ethischen Normen.
Insbesondere durch die Werbung in Massenmedien erhält die Aufforderung zum Konsum eine zentrale Aufmerksamkeit in marktwirtschaftlichen Informationsgesellschaften des 20. und 21. Jahrhunderts. Dies wird u. a. mit dem Begriff des Konsumterrors kritisiert.
Siehe auch: Konsumgesellschaft, Konsumismus, Geltungskonsum, Konsumverweigerung, Konsumentenboykott.

## Konsum im Rahmen der volkswirtschaftlichen Theorie

Der geschlossene Wirtschaftskreislauf ohne staatliche Aktivität

Zur Beschreibung des Konsums ist es notwendig die Beziehung zwischen Unternehmen und Haushalten zu erläutern. Diese Beziehung wird in der volkswirtschaftlichen Gesamtrechnung beschrieben.

### Konsum in der volkswirtschaftlichen Gesamtrechnung ohne Ersparnisse und Staat
Ein Beispiel zur Darstellung dieser Beziehung ist der geschlossene Wirtschaftskreislauf ohne staatliche Aktivität. Privathaushalte erbringen für die Unternehmen Arbeitsleistungen, mit denen die Unternehmen Güter produzieren. Diese werden von den Haushalten gekauft und konsumiert. Mit Hilfe der konsumierten Güter wird es den Haushalten ermöglicht, weitere Arbeitsleistungen zu erbringen und den Unternehmen weiter zu produzieren und Umsatz zu generieren, womit sie die Arbeitsleistungen wiederum mit Einkommen ({\displaystyle Y}) vergüten können. Mit Hilfe dessen können die Haushalte wiederum die Konsumausgaben an die Unternehmen zahlen. Die vereinfachten Darstellung geht davon aus, dass die Haushalte nichts von ihren Einkommen sparen. Somit geben sie wieder alles zum Kauf von Konsumgütern aus und zahlen dafür Konsumausgaben ({\displaystyle C}). Somit lässt sich das gesamte Bruttoinlandsprodukt oder das gesamte Einkommen aller an der Wirtschaft Beteiligten ({\displaystyle Y}) als Addition von privaten Konsumausgaben ({\displaystyle C}) und Investitionsausgaben ({\displaystyle I}) darstellen:
{\displaystyle Y=C+I}.

### Konsum in der volkswirtschaftlichen Gesamtrechnung mit Ersparnissen
Das vorherige Modell kann um die Möglichkeit des Sparens, aber ohne Staat erweitert werden. Der Teil des Einkommens, der nicht für den Konsumgüterkauf ausgegeben wird, heißt Ersparnis ({\displaystyle S}). Dann entspricht das Haushaltseinkommen der Summe der Konsumausgaben und der Ersparnis:
{\displaystyle Y=C+S}.
Damit es zu einem gesamtwirtschaftlichen Gleichgewicht kommt, müssen die Ersparnisse, also die Differenz zwischen Einkommen und Konsum gleich den Ausgaben für die Investitionen sein:
{\displaystyle S=Y-C=I}.
Mathematische Herleitung:
1. {\displaystyle Y=C+I} - Subtraktion von {\displaystyle C}
{\displaystyle I=Y-C}
2. {\displaystyle Y=C+S} - Subtraktion von {\displaystyle C}
{\displaystyle S=Y-C}
3. {\displaystyle S=I} - {\displaystyle S} - und {\displaystyle I} gleichsetzen
{\displaystyle S=Y-C=I}.

### Konsum in der volkswirtschaftlichen Gesamtrechnung mit Staat ohne Ausland
Weiterhin entspricht im Gleichgewicht die Produktion ({\displaystyle Y}) der Güternachfrage ({\displaystyle Z}). Die gesamtwirtschaftliche Güternachfrage lässt sich durch die Addition von Konsum, Investition, Staatsausgaben ({\displaystyle G}) und dem Außenbeitrag zum BIP ({\displaystyle EX({\text{Export}})-IM({\text{Import}})}) berechnen. Da es in einer geschlossenen Volkswirtschaft keinen Außenbeitrag gibt, gilt
{\displaystyle EX-IM=0}.
Somit lässt sich die Güternachfrage mit der folgenden Identitätsgleichung darstellen:
{\displaystyle Z=C+I+G}.
Die Nachfrage nach Gütern durch die Haushalte ({\displaystyle Z}) hängt vom Konsum und somit vom Einkommen ab. Gleichgewicht stellt sich aber nur ein, wenn {\displaystyle Y=Z} und somit gilt:
{\displaystyle Y=Z=C+I+G},
{\displaystyle C=c_{0}+c_{1}\cdot Y_{D}},
{\displaystyle Z=c_{0}+c_{1}\cdot Y_{D}+I+G}.

### Nachfragetheoretische Aspekte
Der Zweck jedes Wirtschaftens besteht darin, die Bedürfnisse zu befriedigen. Die privaten Haushalte werden also mit den Konsumgütern versorgt, die sie nachfragen. Die Nachfrage nach einem Gut im Vergleich zu einem anderen regelt sich durch den Preis. Weiterhin wird die Nachfrage durch den Nutzen, den die Güter stiften, den Bedürfnissen der Menschen und dem Einkommen, das den Haushalten zur Verfügung steht, beeinflusst. Folglich hängt der Konsum der privaten Haushalte ebenfalls von den oben genannten Faktoren ab. Bei steigendem Preis eines Gutes und/oder bei sinkenden Einkommen sinkt grundsätzlich die Nachfrage der Haushalte.

### Weitere Theorien
Die Nachfragetheorie zielt nicht nur auf die Steigerung des Konsums als eigentliche Determinante des Wirtschaftswachstums ab, sondern allgemein auf eine ausgeglichene und angemessene Nachfrage nach Konsum- und Investitionsgütern. Die Kaufkrafttheorie ist in diesem Sinne als eine Theorie zu sehen, wonach sich ein angemessenes Wirtschaftswachstum bei einer ausgeglichenen Einkommensverteilung ergibt.

### Gliederung der Konsumausgaben
Der Konsum ist ein Aggregat des Bruttoinlandsprodukts nach der volkswirtschaftlichen Verwendungsrechnung. Die Konsumausgaben gliedern sich in drei Teile:
- Private Konsumausgaben (Privater Verbrauch); hierzu gehören alle Waren- und Dienstleistungskäufe der Privathaushalte (Privathaushalte der Unternehmer, Arbeitnehmer, Rentner, Arbeitslosen) und der selbständigen Einzelunternehmungen wie Gastwirte, Freiberufler im Inland. So gehören langlebige Güter, wie Möbel und Fahrzeuge zu den Konsumgütern. Generell werden nach der ESVG Immobilienkäufe in der Verwendungsrechnung des BIP zu den Investitionsausgaben gerechnet.
- Konsumausgaben privater Organisationen, wie beispielsweise Kirchen, Gewerkschaften.
- Staatliche Konsumausgaben (Staatsverbrauch); hierzu gehören alle Dienstleistungen, die der Staat nicht auf dem Markt anbietet. Alle laufenden Kosten wie die Gehaltszahlungen für Lehrer und Beamte gelten als staatlicher Konsum.